# Eleftheria Paliou
Eleftheria Paliou ist eine griechische Archäologin. Sie ist seit 2016 Professorin für Archäoinformatik an der Universität zu Köln.

## Werdegang
Paliou absolvierte ein BA-Studium (1996–2000) der Klassischen Archäologie und Kunstgeschichte an der Universität Athen, ein MSc-Studium (2001–2002) in Archaeological Information Systems an der University of York und ein PhD-Studium (2004–2008) an der University of Southampton, das sie mit der Dissertation The visual consumption of mural painting in Late Bronze Age Akrotiri (Thera, Greece). A computational approach to visibility analysis in three-dimensional built spaces abschloss.
Danach war sie von 2009 bis 2010 Junior Research Fellow und 2011 Senior Research Fellow am Exzellenzcluster Topoi an der Freien Universität Berlin. Von 2011 bis 2012 forschte sie als Marie Curie Experienced Researcher am Projekt Radiography of the past. An der Ruprecht-Karls-Universität Heidelberg war sie von 2012 bis 2014 Post-doctoral Fellow aus Mitteln der Alexander-von-Humboldt-Stiftung. Von 2014 bis 2015 war sie DAAD-P.R.I.M.E.-Gastwissenschaftlerin am Archaeological GIS Lab am Institute of Archaeology der University College London. Der DAAD förderte sie 2016 als P.R.I.M.E. Fellow an der Universität Heidelberg.
Seit 2016 ist sie W2-Professorin für Archäoinformatik am Archäologischen Institut der Universität zu Köln und Leiterin des CoDArchLab. Schwerpunkte ihrer Arbeit sind der Einsatz von Geoinformationssystemen (GIS), 3D-Modellierung und -Rekonstruktion, räumliche Analyse (2D und 3D), Stadt-Computing, Computersimulation, Raumnetz-Analyse, sensorische Archäologie, Landschaftsarchäologie sowie die Ägäische Bronzezeit.